# The Audrey Hepburn Story
The Audrey Hepburn Story (br A Vida de Audrey Hepburn) é um filme biográfico da atriz Audrey Hepburn, feito no ano de 2000 para a TV estadunidense. Jennifer Love Hewitt, que também produziu o filme, estrelou o papel de Audrey, apesar das críticas advindas da mídia e de fãs. Emmy Rossum aparece no início do filme interpretando Hepburn na juventude.

## Sinopse
O filme parte da infância de Audrey Hepburn, na década de 1930, narrando detalhes da sua vida como uma bailarina belga que vivencia o divórcio de seus pais e o sofrimento da ocupação da Holanda pelos nazistas, durante a 2ª Guerra Mundial. Audrey, depois, se estabelece nos Estados Unidos, tornando-se uma grande atriz, gravando filmes como Breakfast at Tiffany's.

## Elenco
| Atores/Atrizes       | Personagem                 |
| -------------------- | -------------------------- |
| Jennifer Love Hewitt | Audrey Hepburn             |
| Frances Fisher       | Baronesa Ella Van Heemstra |
| Keir Dullea          | Joseph Hepburn-Ruston      |
| Gabriel Macht        | William Holden             |
| Peter Giles          | James Hanson               |
| Emmy Rossum          | Audrey dos 12 aos 16 anos  |
| Eric McCormack       | Mel Ferrer                 |
| Seana Kofoed         | Kay Kendall                |
| Michael J. Burg      | Truman Capote              |
| Marcel Jeannin       | Givenchy                   |
| Sarah Hyland         | Audrey aos 8 anos          |
| Lenie Scoffié        | Collette                   |
| Ray Landry           | Humphrey Bogart            |
| Sam Stone            | William Wyler              |
| Swede Swensson       | Gregory Peck               |
| Peter Feder          | Billy Wilder               |